# Giorgi Vadatsjkoria
Giorgi Vadatsjkoria (Georgisch: გიორგი ვადაჭკორია) (8 juni 1977) is een voormalig voetbalscheidsrechter uit Georgië. Hij was in dienst van FIFA en UEFA tussen 2007 en 2020. Ook leidde hij tot 2020 wedstrijden in de Erovnuli Liga.
Op 2 augustus 2007 leidde Vadatsjkoria zijn eerste wedstrijd in Europees verband tijdens een wedstrijd tussen FK Rabotnički en ND Gorica in de UEFA Cup; het eindigde in 2–1 in het voordeel van de Macedoniërs en de Georgische scheidsrechter hield zijn kaarten op zak. Zijn eerste interland floot hij op 19 november 2008, toen Spanje met 3–0 won van Chili door doelpunten van David Villa, Fernando Torres en Santi Cazorla. Vadatsjkoria deelde tijdens deze wedstrijd vier gele kaarten uit.

## Interlands
| Datum            | Plaats              | Wedstrijd                  | Uitslag | Competitie        | Kreeg geel | Kreeg voor de tweede keer geel en dus rood | Weggestuurd |
| ---------------- | ------------------- | -------------------------- | ------- | ----------------- | ---------- | ------------------------------------------ | ----------- |
| 19 november 2008 | Villarreal, Spanje  | Spanje – Chili             | 3 – 0   | Vriendschappelijk | 4          | 0                                          | 0           |
| 15 augustus 2012 | Bakoe, Azerbeidzjan | Azerbeidzjan – Bahrein     | 3 – 0   | Vriendschappelijk | 3          | 0                                          | 0           |
| 20 augustus 2014 | Bakoe, Azerbeidzjan | Azerbeidzjan – Oezbekistan | 0 – 0   | Vriendschappelijk | 2          | 0                                          | 0           |
| 25 maart 2016    | Jerevan, Armenië    | Armenië – Wit-Rusland      | 0 – 0   | Vriendschappelijk | 2          | 0                                          | 0           |
| 13 november 2017 | Jerevan, Armenië    | Armenië – Cyprus           | 3 – 2   | Vriendschappelijk | 2          | 0                                          | 0           |
| 24 maart 2018    | Jerevan, Armenië    | Armenië – Estland          | 0 – 0   | Vriendschappelijk | 3          | 0                                          | 0           |